# Paul Schulze (Schauspieler)
Paul Schulze (* 12. Juni 1962 in Livonia, Michigan) ist ein US-amerikanischer Schauspieler.

## Leben
Schulze wuchs in New York  als Sohn eines lutherischen Pastors auf und spielte bereits an der Wagner Graduate School of Public Service (New York University) in einigen Stücken mit. 1977 machte er dort seinen Abschluss und 1980 an der Stuyvesant High School (Manhattan). Er begann seine Schauspielkarriere 1989 mit einer Nebenrolle im Film Verdacht auf Liebe. Nach seinem Abschluss an der State University of New York („S.U.N.Y. Purchase“) dauerte es nicht lange, bevor er seine erste Hauptrolle im Independent-Film Laws of Gravity bekam.
Schulze hatte zahlreiche Gastauftritte in Fernsehserien, wie zum Beispiel in Die Sopranos, CSI: Vegas, Law & Order, Oz – Hölle hinter Gittern, Navy CIS, Frasier, Cold Case – Kein Opfer ist je vergessen, Justice – Nicht schuldig, Boston Legal und Mad Men. Größere Bekanntheit erlangte er durch seine Rolle als Ryan Chappelle in der Fernsehserie 24.
Ab 2009 war Schulze an der Seite von Edie Falco in der Dramedy-Serie Nurse Jackie zu sehen.

## Filmografie (Auswahl)
- 1989: Verdacht auf Liebe (The Unbelievable Truth)
- 1992: Laws of Gravity
- 1994: Hand Gun
- 1997: Auf der Strecke geblieben (Grind)
- 1999–2007: Die Sopranos (The Sopranos, Fernsehserie, 13 Episoden)
- 2000: Der Fall Mona (Drowning Mona)
- 2001: Mimic 2
- 2001: Sag’ kein Wort (Don’t Say a Word)
- 2001–2004 24 (Fernsehserie, 24 Episoden)
- 2002: Panic Room
- 2007: Zodiac – Die Spur des Killers (Zodiac)
- 2007: Mad Men (Fernsehserie, Episode 1x08)
- 2008: Criminal Minds (Fernsehserie, Episode 3x15)
- 2008: John Rambo (Rambo)
- 2009–2015: Nurse Jackie (Fernsehserie, 80 Episoden)
- 2012, 2014: The Mentalist (Fernsehserie, 2 Episoden)
- 2015–2016: Rizzoli & Isles (Fernsehserie, Episoden 6x12–6x13)
- 2016–2017: Suits (Fernsehserie, 12 Episoden)
- 2017: Marvel’s The Punisher (Fernsehserie, 8 Episoden)
- 2019: The Expanse (Fernsehserie, 5 Episoden)

## Auszeichnungen
- 2005: Nominierung für den Screen Actors Guild Award in der Kategorie Bestes Schauspielensemble in einer Dramaserie für 24
- 2013: Nominierung für den Screen Actors Guild Award in der Kategorie Bestes Schauspielensemble in einer Comedyserie für Nurse Jackie